# Ovatiovermis cribratus
Ovatiovermis cribratus (лат.) — вымерший вид лобопод, известный по окаменелостям из сланцев Бёрджес. Единственный вид в роде Ovatiovermis.

## Описание
У Ovatiovermis было девять пар лобопод (ног). Первые две пары были удлинёнными и несли приблизительно по 20 пар шипов на каждой ноге, с одним раздвоенным шипом на кончике каждой конечности. Пары лобопод с третьей по шестую были короче, а их парные шипы были намного меньше. На этих четырёх парах конечностей шипы были только большими и располагались около кончиков. Последние три пары ног не имели парных колючек, что свидетельствует о том, что все эти шипы использовались для фильтрации. Эти конечности были оснащены загнутыми коготками, которыми животное могло схватиться за отросток коралла или губки, и подняться для кормления.
В передней части туловища имелся хоботок с ротовым отверстием на конце. Вероятно, он использовался для поглощения любых частицы пищи, которые были пойманы с помощью шипов, возможно, так же, как это делает морской огурец. Его голова не была хорошо отделена от тела. Также на голове у Ovatiovermis располагались два небольших (диаметром 0,1 мм) и, вероятно, очень примитивных органа зрения.
При внимательном осмотре окаменелостей исследователи обнаружили следы соединений кальция в когтях задних трёх пар ног, а также вокруг рта и хоботка. Помимо этого, были обнаружены следы кальция в кишечнике, однако это могли быть фрагменты оболочки, прилипшие к пище, и не являвшиеся органами животного.

## Этимология
Родовое название составлено из лат. ovatio — «я хлопаю», и vermis — «червь». Название является отсылкой на вероятное положение тела, которое животное принимало при фильтрации, опираясь на задние пары ног и размахивая передними конечностями над головой. Слово cribratus также латинское и означает «просеивающий».

## Эволюционное значение
Ovatiovermis — представитель семейства Luolishaniidae. Авторы описания в своей статье предположили, что Luolishaniidae, Hallucigeniidae и артроподы sensu lato (членистоногие, тихоходки и онихофоры) образуют таксон Panarthropoda совместно, а не только семейства Luolishaniidae и Hallucigeniidae, тесно связанные с онихофорами. Эта связь отодвигает дату их разделения обратно в докембрий.